# Persabus
Persabus, auch Persabuss, ist eine Ortschaft im Nordosten der schottischen Hebrideninsel Islay. Sie gehört administrativ somit zur Unitary Authority Argyll and Bute. Persabus ist über einen Abzweig von der A846, der Hauptstraße der Insel, welche die beiden Hafenorte Port Askaig und Port Ellen miteinander verbindet, erreichbar. Die einspurige Straße führt dann weiter bis Bunnahabhain. Port Askaig liegt etwa einen Kilometer östlich, Bowmore, der Hauptort der Insel, 13 Kilometer südwestlich. Im Jahre 1841 wurden in Persabus 20 Einwohner gezählt. Zehn Jahre später lag die Einwohnerzahl nahezu unverändert bei 22. In aktuellen Zensusdaten ist Persabus nicht separat gelistet. Die wenigen Gebäude in Persabus werden heute zu touristischen Zwecken verwendet. So sind dort Ferienwohnungen und eine Töpferei untergebracht.
Wenige hundert Meter nordwestlich von Persabus befinden sich auf einer Anhöhe die Überreste eines Duns. Die heute noch bis zu einer Höhe von etwa 50 cm erhaltene Befestigungsmauer umschließt ein Areal von 10 m × 8 m. Der Eingang befand sich in ostsüdöstlicher Richtung. Direkt jenseits der ehemaligen Grenzmauer zwischen Persabus und dem benachbarten Keills befinden sich die Ruinen einer Kapelle sowie der Schaft eines Keltenkreuzes, das wahrscheinlich aus dem 14.–15. Jahrhundert stammt.